# Amblyseius swirskii
Amblyseius swirskii o Typhlodromips swirskii es un ácaro fitoseido. Es un depredador sobre todos de moscas blancas y trips que suelen ser plaga en determinados cultivos agrícolas sobre todo en hortalizas.
Son muchas las casas comerciales que ofrecen este artrópodo para liberarlo en las explotaciones agrícolas que de modo natural no cuentan con él.